# Kaira hiteae
Kaira hiteae is een spinnensoort in de taxonomische indeling van de wielwebspinnen (Araneidae).
Het dier behoort tot het geslacht Kaira. De wetenschappelijke naam van de soort werd voor het eerst geldig gepubliceerd in 1977 door Herbert Walter Levi.